# Geoffrey Golden
Geoffrey Dickerson Golden is een Amerikaans gospelmuzikant.
Golden begon zijn carrière in 2014 door mee te doen aan Sunday Best, een gospeltalentenjacht. Die won hij. Hij bracht in 2015 een livealbum uit, Kingdom... LIVE!, met RCA Inspiration en Fo Yo Soul Recordings. Dit album was zijn Billboard-doorbraak.
- Library of Congress Control Number: no2016034913
- Virtual International Authority File: 6146095222700370198
- WorldCat: E39PBJrGwHrqTwwJvdK8HxQcyd